# The Observer
The Observer é um jornal do Reino Unido publicado aos domingos. Está associado ao jornal The Guardian, publicado durante o resto da semana. Publicado pela primeira vez em 1791, é o jornal de domingo mais antigo do mundo.
É considerado um quality paper, o que se deve, por um lado, ao seu formato standard e, por outro, às notícias sérias que publica e trata com profundidade, em contraste com os popular papers, de formato tablóide, conhecidos pelo recurso a notícias sensacionalistas, constituindo mero entretenimento.
No que diz respeito à linha editorial, The Observer é considerado de centro-esquerda, assumindo posições predominantemente social-liberais ou social-democratas, ligeiramente mais à direita do que The Guardian.  É o periódico dominical mais antigo do mundo.

## História

### Origens
A primeira edição, publicada em 4 de dezembro de 1791 por W.S. Bourne, foi o primeiro jornal de domingo do mundo. Acreditando que o jornal seria um meio de enriquecer, Bourne logo se viu enfrentando dívidas de quase £ 1 600. Embora as primeiras edições alegassem independência editorial, Bourne tentou reduzir suas perdas e vender o título ao governo. Quando isso falhou, o irmão de Bourne (um rico empresário) fez uma nova oferta ao governo, que também se recusou a comprar o jornal, mas concordou em subsidiá-lo em troca de influência sobre seu conteúdo editorial. Como resultado, o jornal logo adotou uma linha forte contra radicais como Thomas Paine, Francis Burdett e Joseph Priestley.

### Século XIX
Em 1807, os irmãos decidiram abrir mão do controle editorial, nomeando Lewis Doxat como o novo editor. Sete anos depois, os irmãos venderam o The Observer para William Innell Clement, proprietário de um jornal que possuía várias publicações. O jornal continuou a receber subsídios do governo durante esse período; em 1819, dos cerca de 23 000 exemplares do jornal distribuídos semanalmente, aproximadamente 10 000 eram doados como "exemplares", distribuídos por carteiros que eram pagos para entregá-los a "advogados, médicos e cavalheiros da cidade". No entanto, o jornal começou a demonstrar uma postura editorial mais independente, criticando a forma como as autoridades lidaram com os eventos em torno do Massacre de Peterloo e desafiar uma ordem judicial de 1820 contra a publicação dos detalhes do julgamento dos conspiradores da rua Cato, que teriam conspirado para assassinar membros do gabinete. As xilogravuras publicadas do estábulo e do palheiro onde os conspiradores foram presos refletem uma nova etapa do jornalismo ilustrado em que o jornal foi pioneiro nessa época.
Clement manteve a propriedade do The Observer até sua morte em 1852. Durante esse tempo, o jornal apoiou a reforma parlamentar, mas se opôs a uma franquia mais ampla e à liderança cartista. Depois que Doxat se aposentou em 1857, os herdeiros de Clement venderam o jornal para Joseph Snowe, que também assumiu a cadeira de editor. 
Em 1870, o rico empresário Julius Beer comprou o jornal e nomeou Edward Dicey como editor, cujos esforços conseguiram reviver a circulação. Embora o filho de Beer, Frederick, tenha se tornado o proprietário após a morte de Julius em 1880, ele tinha pouco interesse no jornal e contentou-se em deixar Dicey como editor até 1889. Henry Duff Traill assumiu a redação após a partida de Dicey, apenas para ser substituído em 1891 pela esposa de Frederick, Rachel Beer, da família Sassoon. Embora a circulação tenha diminuído durante sua gestão, ela permaneceu como editora por treze anos, combinando-o em 1893 com a editora do The Sunday Times, um jornal que ela também comprou.

### Século XX
Após a morte de Frederick em 1903, o jornal foi comprado pelo magnata do jornal Lord Northcliffe. Depois de manter a liderança editorial existente por alguns anos, em 1908 Northcliffe nomeou James Louis Garvin como editor. Garvin rapidamente transformou o jornal em um órgão de influência política, aumentando a circulação de 5 000 para 40 000 em um ano de sua chegada como resultado. No entanto, a revitalização da sorte do jornal mascarou crescentes desacordos políticos entre Garvin e Northcliffe. Essas divergências acabaram levando Northcliffe a vender o jornal para William Waldorf Astor em 1911, que transferiu a propriedade para seu filho Waldorf Astor, segundo visconde de Astor, quatro anos depois.
Durante esse período, os Astors se contentaram em deixar o controle do jornal nas mãos de Garvin. Sob a sua edição, a circulação atingiu 200 000 durante os anos entre as guerras, um número que Garvin lutou para manter mesmo durante as profundezas da Grande Depressão. Politicamente, o jornal buscou uma postura conservadora independente, o que acabou colocando Garvin em conflito com o filho mais liberal de Waldorf, David Astor. O conflito contribuiu para a saída de Garvin como editor em 1942, após o que o jornal tomou a atitude incomum de se declarar apartidário.
A propriedade passou para os filhos de Waldorf em 1948, com David assumindo o cargo de editor. Ele permaneceu no cargo por 27 anos, durante os quais ele o transformou em um jornal de propriedade fiduciária, empregando, entre outros, George Orwell, Paul Jennings e C. A. Lejeune. Sob a direção de Astor, o The Observer se tornou o primeiro jornal nacional a se opor à invasão de Suez pelo governo em 1956 , um movimento que lhe custou muitos leitores. Em 1977, os Astors venderam o jornal em dificuldades ao gigante petrolífero americano Atlantic Richfield (agora chamado ARCO), que o vendeu à Lonrho plc em 1981.
Tornou-se parte do Guardian Media Group em junho de 1993, depois que uma oferta rival do The Independent para adquiri-lo foi rejeitada.
Farzad Bazoft, jornalista do The Observer , foi executado no Iraque em 1990 sob a acusação de espionagem. Em 2003, o The Observer entrevistou o coronel iraquiano que prendeu e interrogou Bazoft e que estava convencido de que Bazoft não era um espião.

## The Newsroom
O Observer e seu jornal irmão The Guardian operam um centro de visitantes em Londres chamado The Newsroom. Ele contém seus arquivos, incluindo cópias encadernadas de edições antigas, uma biblioteca fotográfica e outros itens como diários, cartas e cadernos. Este material pode ser consultado pelo público. A Redação também realiza exposições temporárias e mantém programa educacional para escolas.

Em novembro de 2007, The Observer e The Guardian disponibilizaram seus arquivos na Internet. A extensão atual dos arquivos disponíveis é de 1791 a 2000 para o The Observer e de 1821 a 2000 para o The Guardian. Esses arquivos irão eventualmente até 2003.